# Celastrina hoenei
Celastrina hoenei är en fjärilsart som beskrevs av Forster 1947. Celastrina hoenei ingår i släktet Celastrina och familjen juvelvingar. Inga underarter finns listade i Catalogue of Life.